# Flore Brazier
Pour les articles homonymes, voir Brazier.
Flore Brazier est un personnage de La Comédie humaine d'Honoré de Balzac qui apparaît dans La Rabouilleuse.

## Biographie fictive
Née en 1787 à Vatan, près d'Issoudun, elle est orpheline de mère, très jeune, et orpheline de père dès 1805. Pour aider l'oncle misérable qui l'a recueillie, elle « rabouille », c'est-à-dire qu'elle agite l'eau des ruisseaux pour faire fuir les écrevisses et les jeter vers les pièges, d'où son surnom.
En 1799, elle n'a que douze ans, mais elle est déjà d'une grande beauté, que le docteur Rouget, vieux libidineux âgé alors de 70 ans, remarque au cours de sa tournée médicale. Il l'engage comme servante. Mais il n'a pas de rapports sexuels avec elle à cause de son grand âge, ce que découvre plus tard Jean-Jacques, de la bouche même de Flore : « Votre père… il aimait à rire, confie l'innocente au fils Rouget. Pauvre cher homme, c'était pas la bonne volonté qui lui manquait… Ah, il aurait bien voulu que je fusse sa femme… mais… »
À la mort du docteur Rouget, Flore devient la maîtresse de son fils Jean-Jacques qui est un « arriéré, débile mental qui nourrit pour les femmes une de ces concupiscences de crétin, violentes, précises, et qu'il n'a jamais exprimée ». Dès 1806, elle prend le contrôle de la maison, et devient, en 1816, la maîtresse de Maxence Gilet, chef d'une bande de mauvais sujets, les Chevaliers de la Désœuvrance.
Furieuse de voir arriver Agathe Bridau et son fils Joseph, respectivement sœur et neveu de Jean-Jacques, tous deux déshérités par le vieux Rouget, elle porte de graves accusations sur Joseph, prétendant qu'il a volé les tableaux de son oncle. Joseph rend tout et s'en va avec sa mère.
En réalité, Flore convoite la fortune de Jean-Jacques et elle espère lui faire signer un document qui lui laissera tout ce qu'il possède. Elle pourra ainsi mener la grande vie avec Maxence. Et en effet, Jean-Jacques lui lègue sa fortune et il meurt, mais Philippe Bridau qui est en exil à Issoudun et qui veille, provoque Maxence en duel et le tue. Puis il épouse Flore qu'il oblige à lui faire donation de ses biens si elle meurt sans enfants. La Rabouilleuse devient ainsi madame Philippe Bridau, comtesse de Brambourg. Philippe l'abandonne aussitôt. Tandis qu'elle habite rue Saint-Georges, et qu'elle sombre dans l'alcool, le « comte » s'offre un luxueux hôtel.
Bientôt réduite à la misère, Flore fait appel au généreux Joseph Bridau, mais trop tard. Elle meurt à l'hospice en 1828.

## Notoriété
Flore Brazier ne reparaît dans aucun autre roman de La Comédie humaine. Mais c'est un personnage fort, tour à tour bourreau rusé et victime naïve.